# Don’t Be Cruel (album)
Don't Be Cruel – drugi album amerykańskiego wykonawcy R&B, Bobby’ego Browna. Album wydany został w 1988 przez MCA Records. Promującymi album singlami były: „Don't Be Cruel” i „My Prerogative” (jedyny utwór Browna, który znalazł się na pierwszym miejscu Billboard Hot 100). Britney Spears nagrała cover „My Prerogative” w 2004 roku.

## Lista utworów
1. „Cruel Prelude” – 0:39
2. „Don't Be Cruel” – 6:52 (#8 US)
3. „My Prerogative” – 4:51 (#1 US)
4. „Roni” – 5:58 (#3 US)
5. „Rock Wit'cha” – 4:49 (#7 US)
6. „Every Little Step” – 3:57 (#3 US)
7. „I'll Be Good To You” – 4:25
8. „Take It Slow” – 5:22
9. „All Day All Night” – 4:40
10. „I Really Love You Girl” – 5:11
11. „Cruel Reprise” – 0:18